# Капитуляция (фильм)
«Капитуляция» (другое название — «Смятение»; фр. La Chamade — французско-итальянский фильм, поставленный в 1968 году режиссёром Аленом Кавалье по роману-бестселлеру Франсуазы Саган «Сигнал к капитуляции». Главные роли в фильме исполнили Катрин Денёв, Мишель Пикколи и Роже Ван Гол.
Слоган фильма: «Сердце имеет много комнат, некоторые из них заполнены, большинство пустые».

## Сюжет
Люсиль (Катрин Денев) наслаждается жизнью из свободного досуга и комфорта, благодаря её богатому любовнику/другу, Шарлю (Мишель Пикколи). Несмотря на различие в возрасте (Люсиль — 25, Шарлю почти 40), они, кажется, прекрасная пара, живут в большом доме, встречаются с друзьями.
Однажды, Люсиль встречает человека одного с ней возраста, Антуана, к которому её сразу манит. Они швыряют себя в страстную любовную интригу, и Люсиль скоро понимает, что она должна оставить Шарля и продолжать жизнь с Антуаном — даже при том, что последний не имеет достаточно денег, чтобы содержать их обоих. Антуан находит своей любимой работу, но Люсиль скоро понимает, что она не предназначена для работы. Вскоре она обнаруживает, что беременна, и осознает болезненную действительность жизни, которую она выбрала…

## В ролях
| Катрин Денев         | — | Люсиль                                     |
| Мишель Пикколи       | — | Шарль                                      |
| Роже Ван Гол         | — | Антуан                                     |
| Амиду                | — | Этьен                                      |
| Филиппина Паскаль    | — | Клэр                                       |
| Жак Сере             | — | Джонни                                     |
| Ирен Тюнк            | — | Диана                                      |
| Моник Лежен          | — | Марианн                                    |
| Жан-Пьер Кастальди   | — | мужчина в аэропорту                        |
| Жан-Франсуа Стевенен | — | молодой человек в голубом свитере в бистро |